# Zuiderzee
Zuiderzee (nizozemsko: »Južno morje«) je bil plitek predel Severnega morja na severozahodu Nizozemske, ki se je raztezal okrog 100 km v notranjost dežele in je bil širok okrog 50 km. Katastrofalne poplave leta 1170 so na dan Vseh Svetih na Nizozemskem povezale Zuiderzee, ki je bilo pred tem sladkovodno jezero, z morjem. Povprečna globina je merila med 4 in 5 metri. Skupna morska meja je obsegala 300 km, celotna površina Zuiderzeeja pa okrog 5000 kvadratnih kilometrov. V 20. stoletju je bila večina tega morja s pregradami ločena od Severnega morja, izhod na ocean je mogoč preko zapornic. Danes se to vodno področje imenuje IJsselmeer (po istoimenski reki, ki se vanj zliva), prav zato pa je v tem »morju« voda pretežno sladka. 
Po zadnjih katastrofalnih poplavah leta 1953, ko je morje prebilo nasipe in poplavilo ogromne površine rodovitnih polj, so začeli izvajati Deltaprojekt, s katerim so zavarovali delto Rena, Maase in Šelde in pridobili nove polderje.